# جعفری گل درشت
جعفری گل درشت(نام علمی: Tagetes erecta) نام یک گونه از سرده گل جعفری است.